# Gór
Gór község Vas vármegyében, a Sárvári járásban.

## Fekvése
A Répce jobb partján fekszik, Büktől 5 kilométerre délkeletre. Északi részén terül el a Répce árvízi vésztározója, a Bük–Bő–Gór-víztározó.
A szomszédos települések: észak felől Bő, északkelet felől Chernelházadamonya, kelet felől Répceszentgyörgy, dél felől Szeleste, délnyugat felől Acsád, nyugat felől Csepreg, északnyugat felől pedig Bük.

### Megközelítése
Közúton a 86-os főútról érhető el a legegyszerűbben, Hegyfalutól nyugatra letérve, Répceszentgyörgyön keresztül, a 8632-es úton. Ugyanezen az úton lehet eljutni a községbe Bő központjából is, a Cirák-Csepreg-Zsira között húzódó 8614-es út felől.
Központja tekintetében egyébként zsáktelepülésnek tekinthető, hiszen lakott területén csak a 86 113-as számú mellékút húzódik végig.
A település közigazgatási területét a hazai vasútvonalak közül egyedüliként a Sopron–Szombathely-vasútvonal érinti, de a vonal a falu központjától jó három kilométerre nyugatra halad el, sőt a vasút egykor létezett Gór megállóhelye is Csepreg területén volt, Gór belterületétől közel négy kilométer távolságra nyugati irányban. A két legközelebbi vasúti csatlakozási lehetőséget így a falu számára a soproni vonal Bük vasútállomása és a Hegyeshalom–Porpác-vasútvonal Hegyfalu vasútállomása kínálja, egyaránt körülbelül 8-8 kilométerre.

## Története
A település területén ősidők óta éltek emberek. Határában a Kápolnadombon neolitikus, késő bronzkori és kora vaskori leleteket, valamint népvándorlás kori germán sírokat tártak fel. Római kori emlék az 1. századból származó sírkő, amit a templom főoltárának lépcsőjébe építettek be. A Kápolnadombon a középkorban vár is állott, lakótornyának és falainak alapjait ugyancsak feltárták. Egyes vélemények szerint a honfoglalás utáni első lakói a Megyer törzs kísérőnépeiként ide telepített határőrzők voltak.
Gór első írásos említése 1279-ből származik Guor alakban. A hagyomány szerint a községet a fazekasok germán védőszentjéről Szent Goárról nevezték el. A faluban ugyanis a középkorban jelentős volt a fazekasipar. Más vélemény szerint a szláv Govor személynévből, esetleg a török góré (őrhely) főnévből származik.  1333-ban Gwar, 1407-ben Gwarr, 1490-ben Gwar alakban írva említik az írott források. A község legjelentősebb birtokosai a középkorban a Németújváriak voltak. Részben Kőszeg, részben Rohonc várának uradalmához tartozott. A 14. századtól a helyi nemes Guáry család birtoka volt. A család lényegében a 20. század közepéig birtokolta a települést. 1899-ig hivatalos neve Guar volt.
Vályi András szerint „GÓR. Magyar falu Vas Vármegyében, birtokosa a’ Genevai közönséges társaság, lakosai katolikusok, fekszik a’ Sárvári Uradalomban, határja jó termékenységű, réttye, legelője jó, második Osztálybéli.”
Fényes Elek szerint „Gór, magyar falu, Vas vmegyében, a Répcze mellett: 221 kath. lak. F. u. Guary. Ut. p. Kőszeg”
Vas vármegye monográfiájában „Guár magyar község, a Répcze folyó mellett, 78 házzal és 619 r. kath. és ág. ev. lakossal. Postája Beő, távírója Bükk. A Guary-ak ősi fészke; Guáry Miklós emeletes kastélya is itt van. A község lakosai segélyegyletet tartanak fenn.”
1910-ben 603 magyar lakosa volt. Vas vármegye Sárvári járásához tartozott.

## Közélete

### Polgármesterei
- 1990–1994: Svendor Károly (független)[8]
- 1994–1998: Svendor Károly (független)[9]
- 1998–2002: Svendor Károly (független)[10]
- 2003–2006: Svendor Károly (független)[11]
- 2006–2009: Svendor Károly (független)[12]
- 2009–2010: Gángliné Schreiner Tünde Éva (független)[13]
- 2010–2014: Gángliné Schreiner Tünde Éva (független)[14]
- 2014–2016: Gángliné Schreiner Tünde Éva (független)[15]
- 2016–2019: Németh László (független)[16]
- 2019–2024: Németh László (független)[17]
- 2024– : Németh László (független)[1]

A településen a 2002-es önkormányzati választás keretében nem lehetett polgármester-választást tartani, jelölt hiányában. Az emiatt szükségessé vált időközi választást 2003. április 27-én tartották meg, két független jelölt részvételével.
2009. április 5-én újból időközi polgármester-választást kellett tartani, ezúttal az előző polgármester lemondása miatt; a posztért egyetlen jelölt indult.
A 2016-os évben kétszer is időközi polgármester-választást (és képviselő-testületi választást) kellett kiírni, augusztus 7-ére, majd november 13-ára, az előző képviselő-testület önfeloszlatása miatt; a duplázásnak az volt az oka, hogy az augusztusi időpontban, elegendő számú jelölt hiányában egyik választást sem lehetett lebonyolítani. A novemberi választás megtartásának ilyen akadálya már nem volt, a polgármesteri posztra öten, a négy képviselői helyre 17-en pályáztak (a hivatalban lévő polgármester nem indult).

## Népesség
A település népességének változása:
| Lakosok száma | 304  | 293  | 295  | 325  | 333  | 332  | 338  |
|               | 2013 | 2014 | 2015 | 2021 | 2022 | 2023 | 2024 |

A 2011-es népszámlálás során a lakosok 84%-a magyarnak, 3,7% németnek, 0,3% románnak mondta magát (15,3% nem nyilatkozott; a kettős identitások miatt a végösszeg nagyobb lehet 100%-nál). A vallási megoszlás a következő volt: római katolikus 62,9%, református 2%, evangélikus 8,2%, görögkatolikus 0,3%, felekezet nélküli 4,8% (21,4% nem nyilatkozott).
2022-ben a lakosság 90,1%-a vallotta magát magyarnak, 6% németnek, 3% egyéb, nem hazai nemzetiségűnek (7,5% nem nyilatkozott; a kettős identitások miatt a végösszeg nagyobb lehet 100%-nál). Vallásuk szerint 43,5% volt római katolikus, 11,4% evangélikus, 2,7% református, 0,3% görög katolikus, 0,6% egyéb katolikus, 9,3% felekezeten kívüli (32,1% nem válaszolt).

## Nevezetességei
- A Kápolnadombon álló, özépkori eredetű római katolikus templomát a Szent Kereszt felmagasztalása tiszteletére szentelték.
- Guary-kastély – a Guáry család 17. századi emeletes kastélya.

## Képgaléria

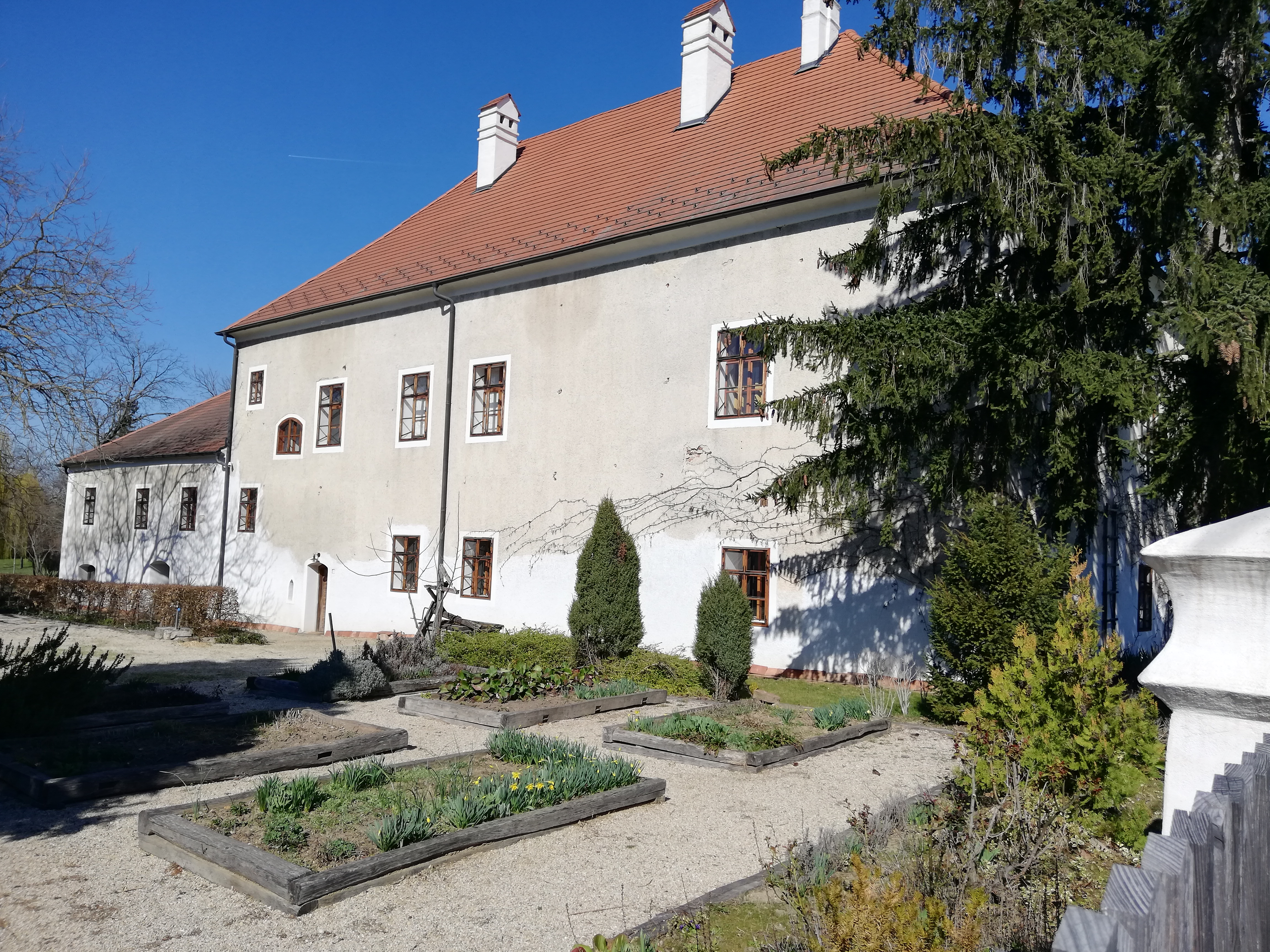
Az egykori Guary-kastély nyugati homlokzata
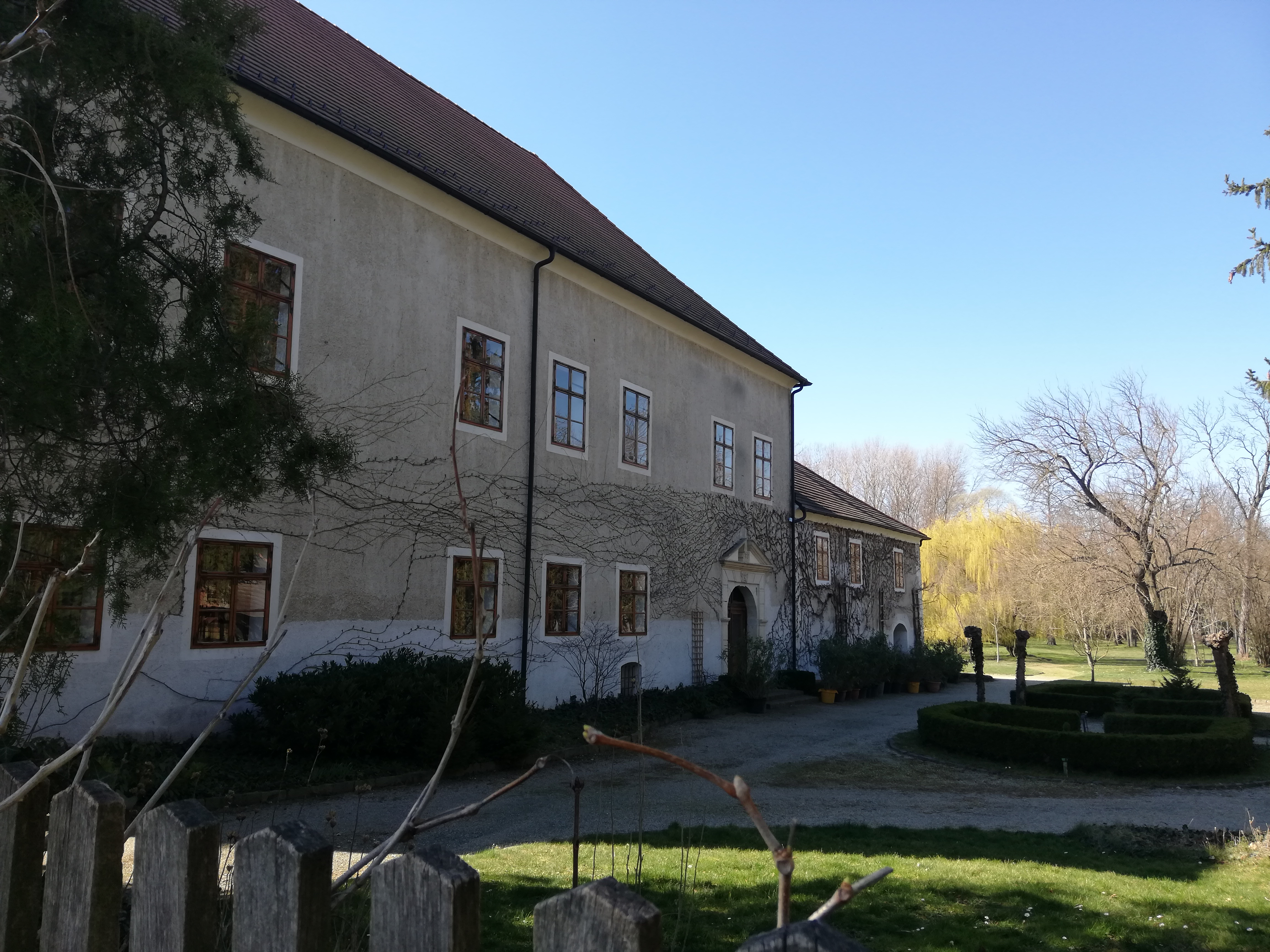
A kastély keleti homlokzata a díszkert egy részletével
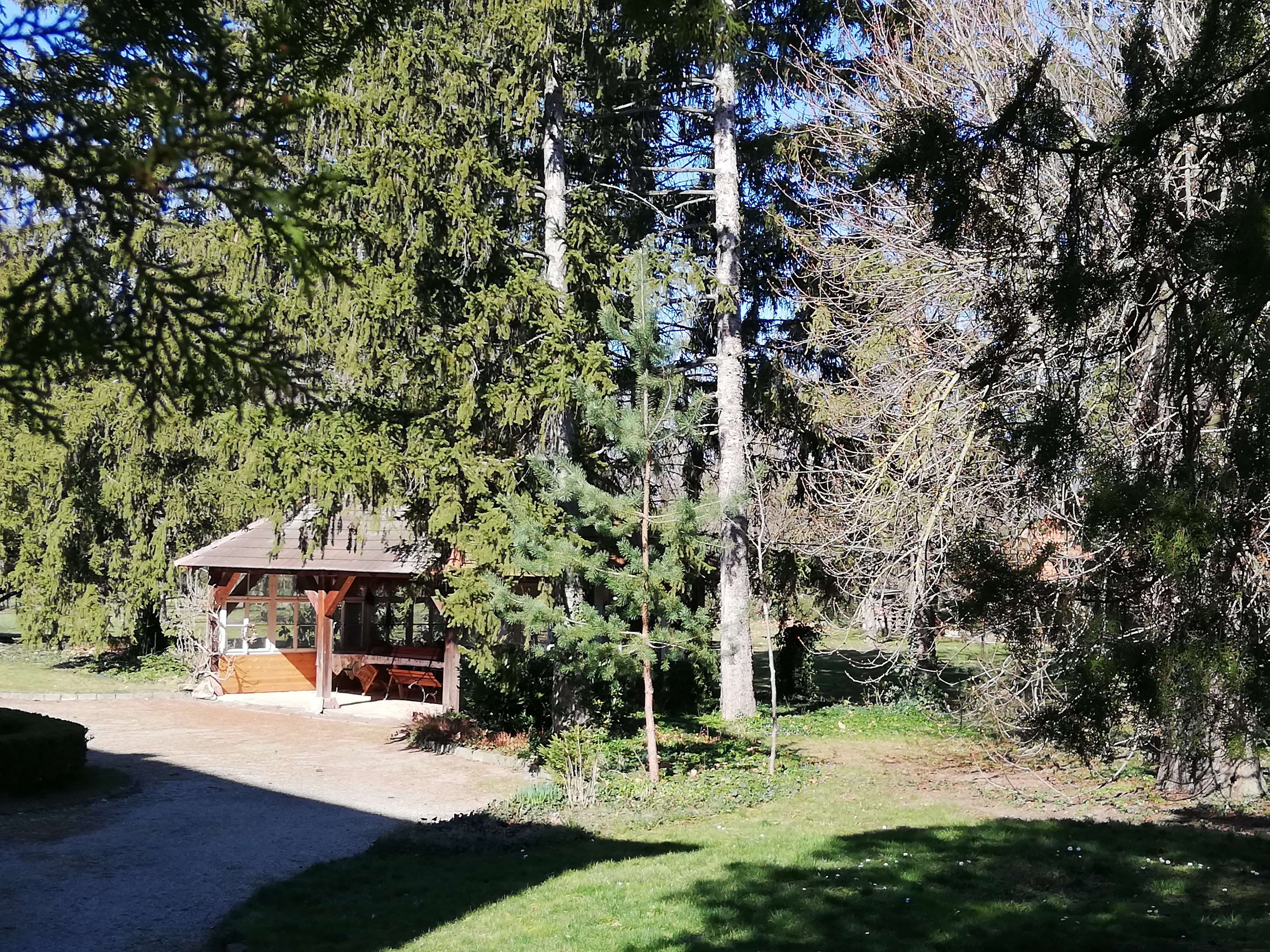
A kastélypark egy részlete
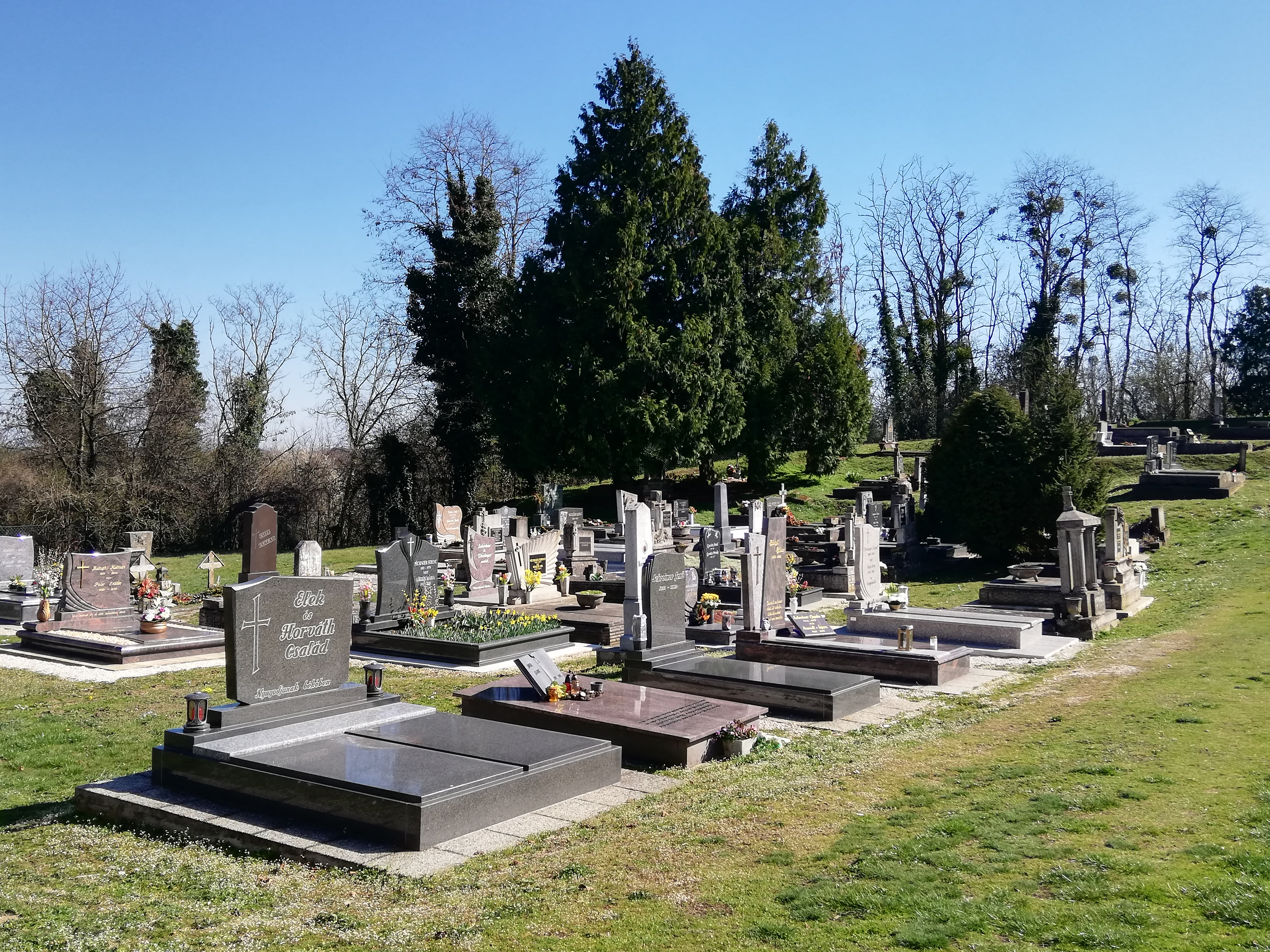
Temetőrészlet
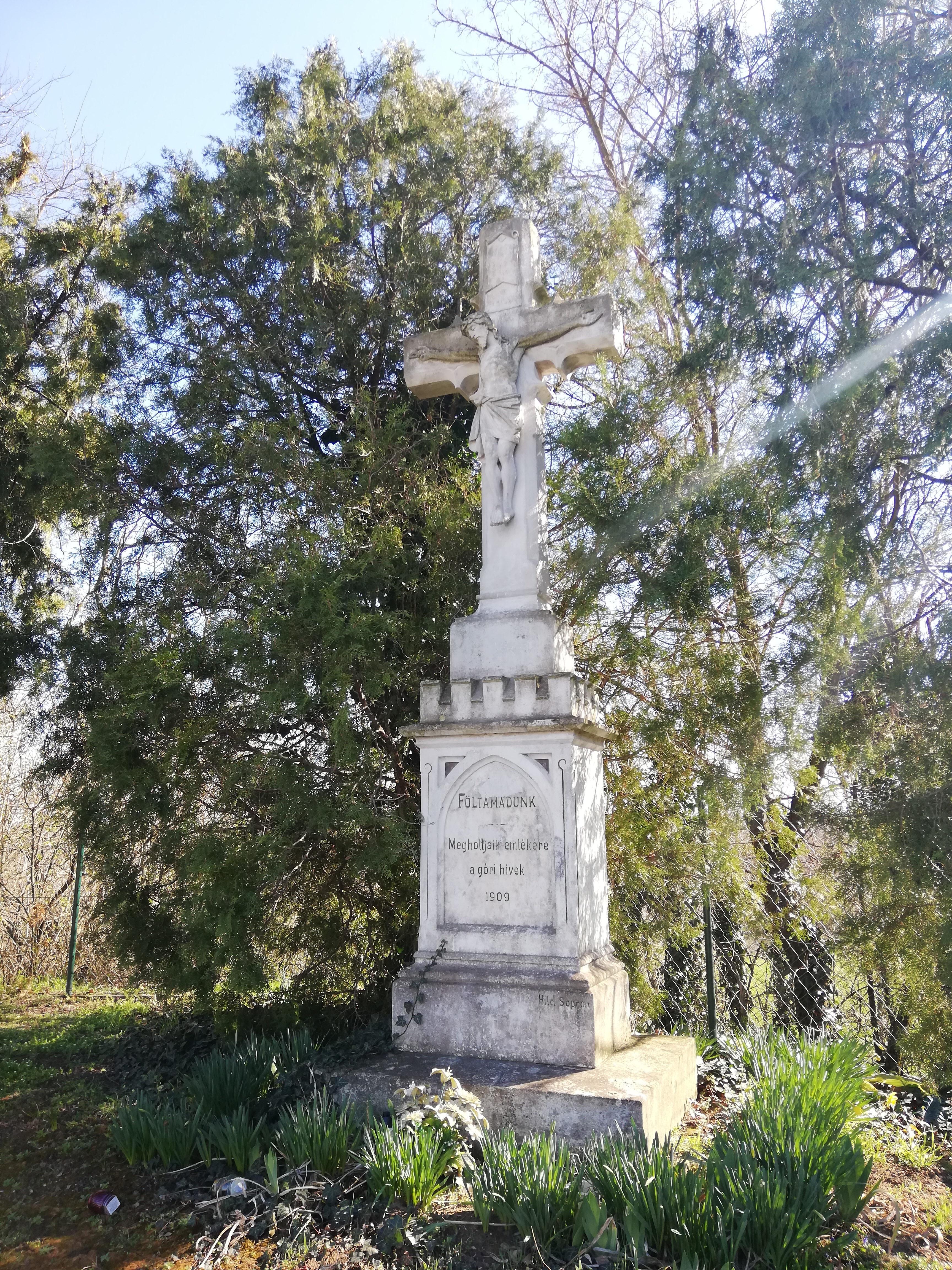
Kereszt a temető (és a Kápolnadomb) legmagasabb pontján
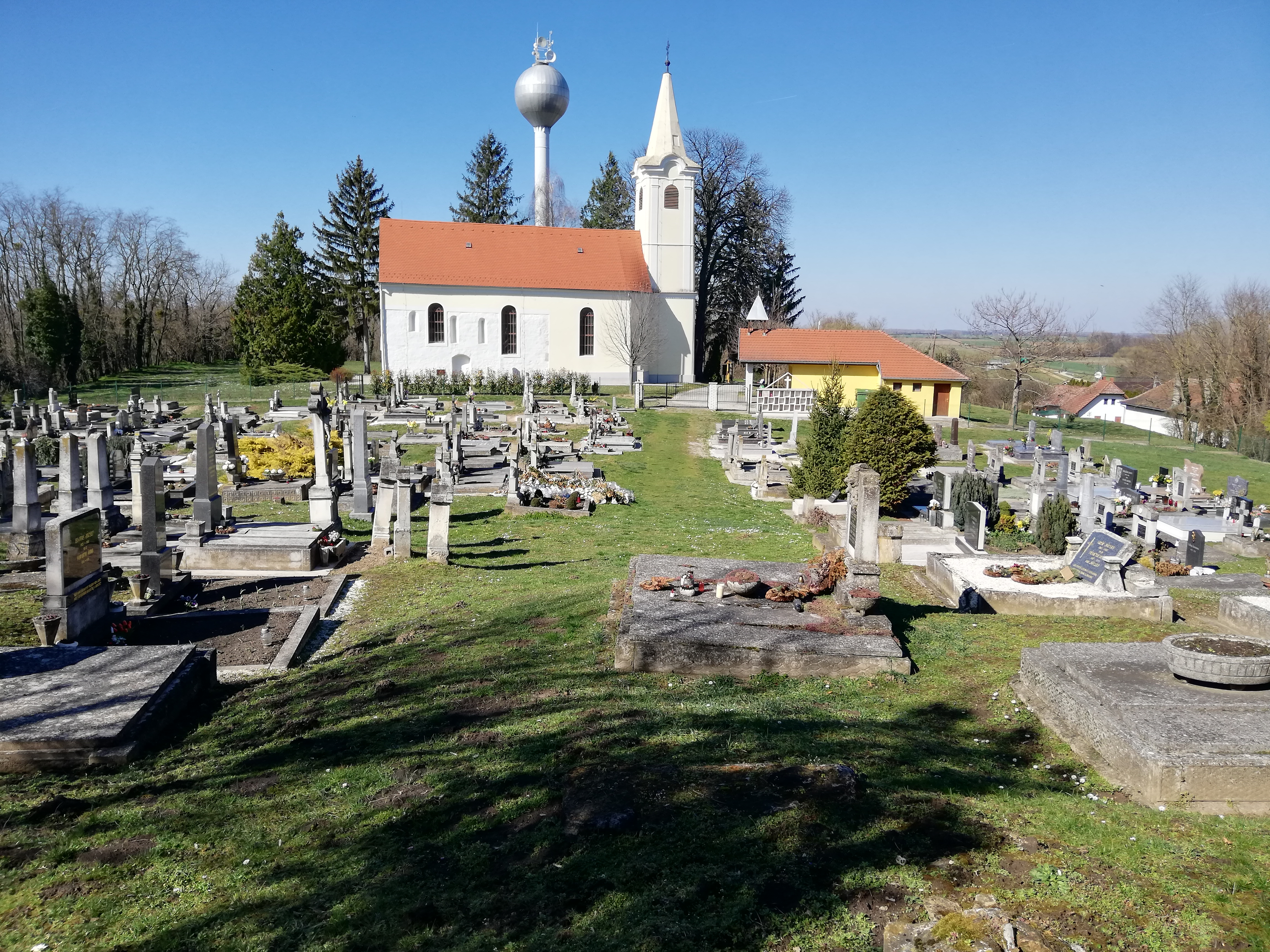
A temető és a templom látképe a temetői nagykereszt felől
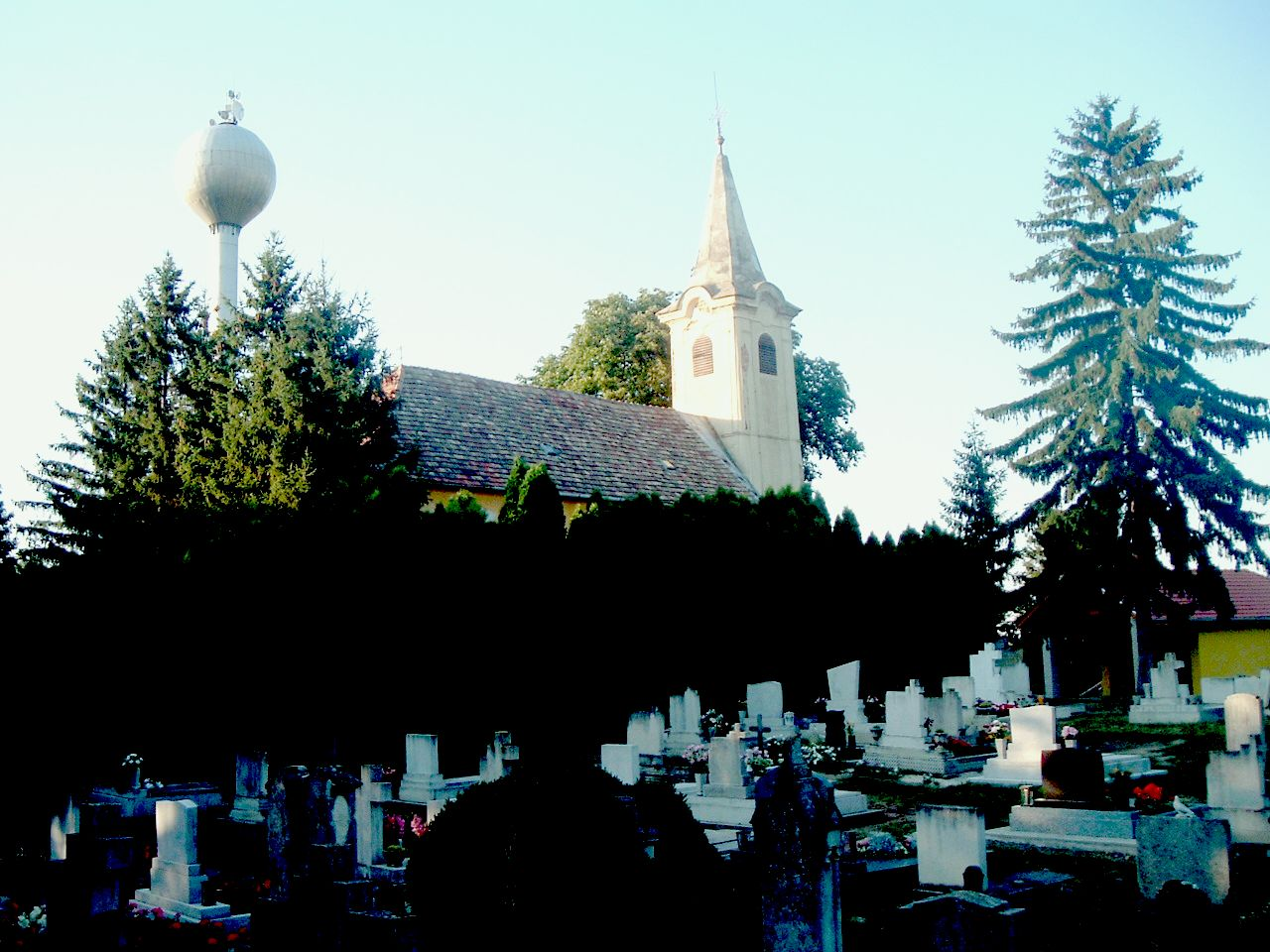
A templom a temetővel
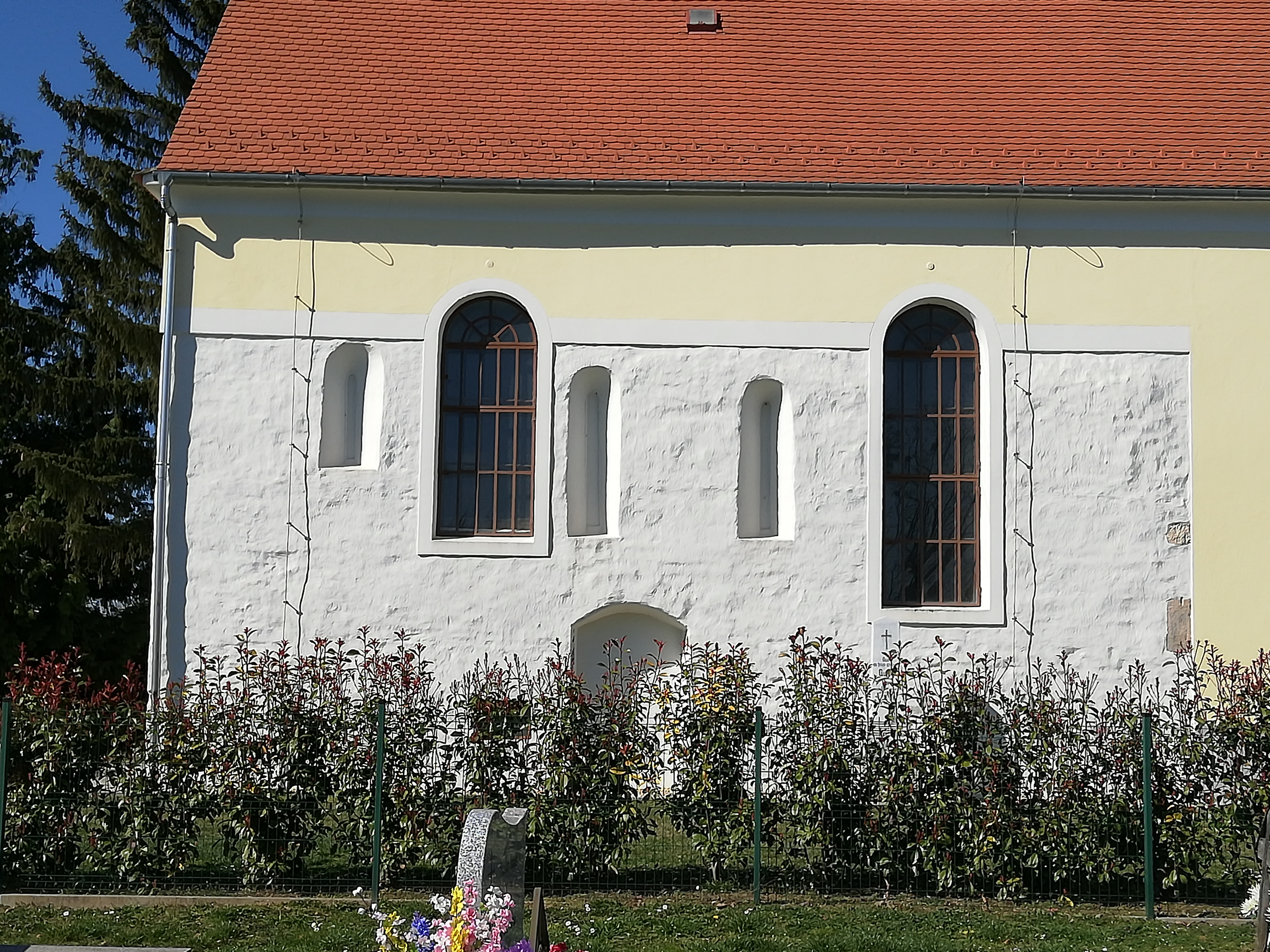
Középkori eredetű falrészlet a templom délnyugati homlokzatán
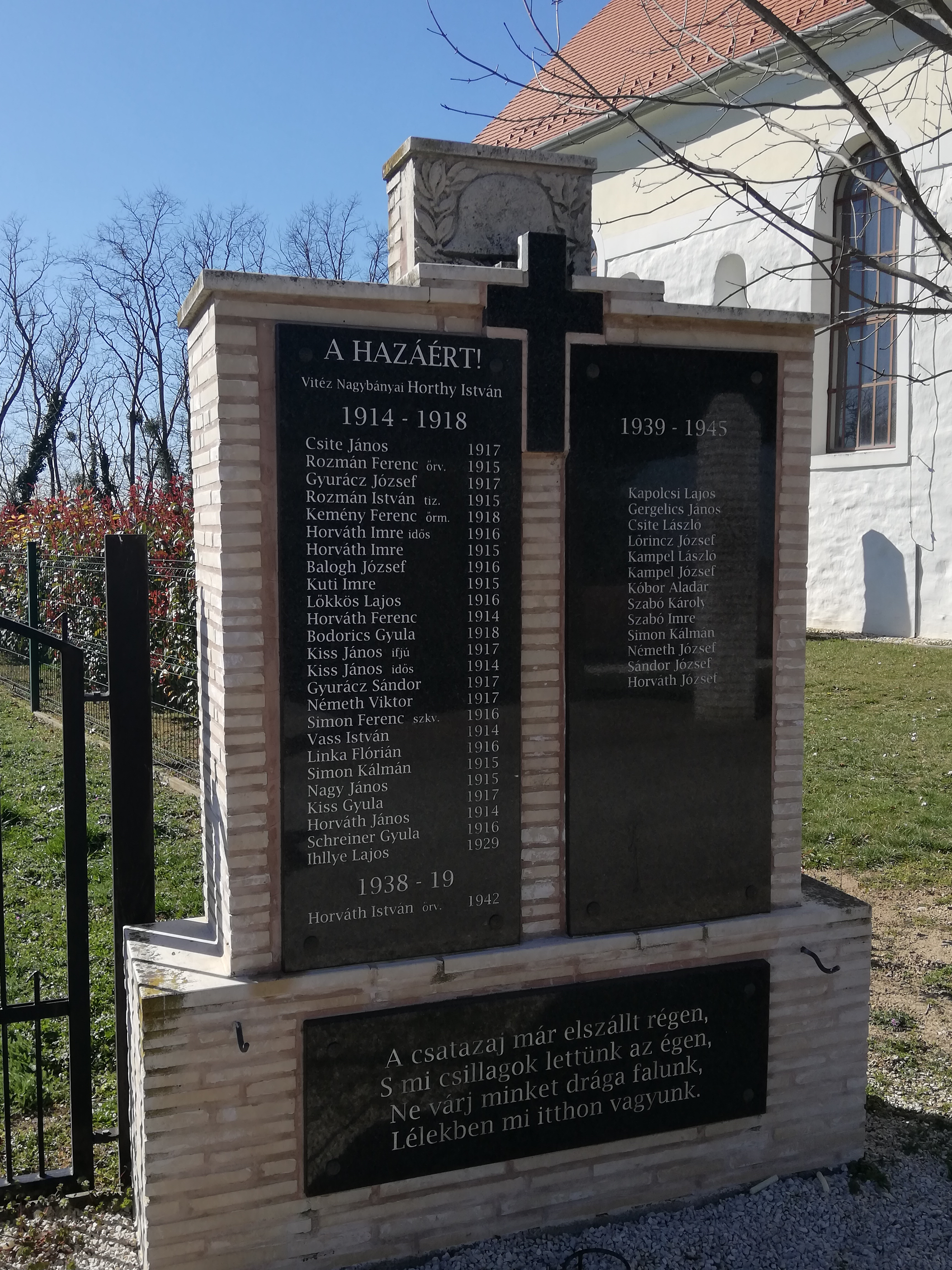
Hősi emlékmű
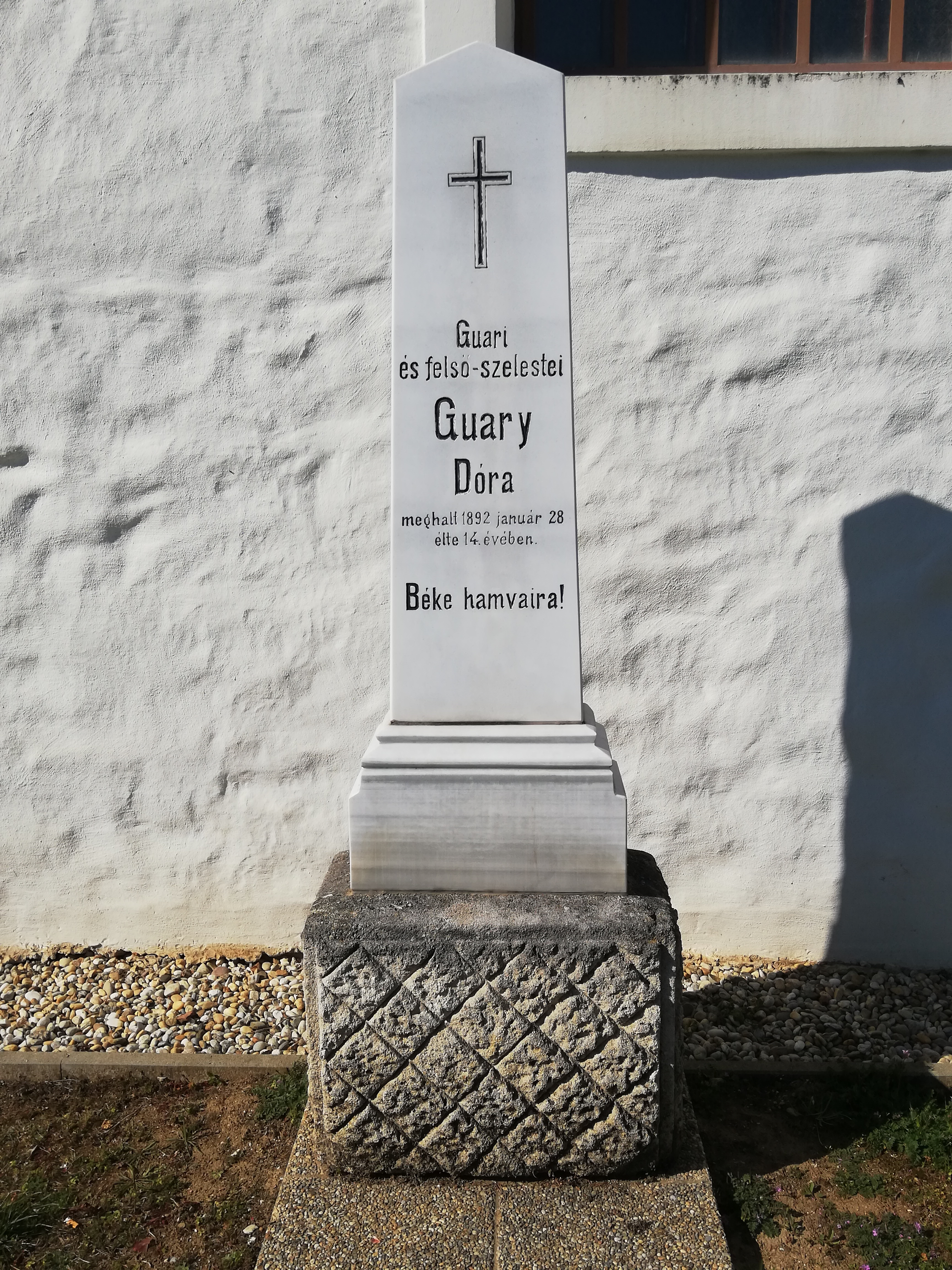
Az egykori birtokos Guary család egyik lánytagjának síremléke a templom mellett
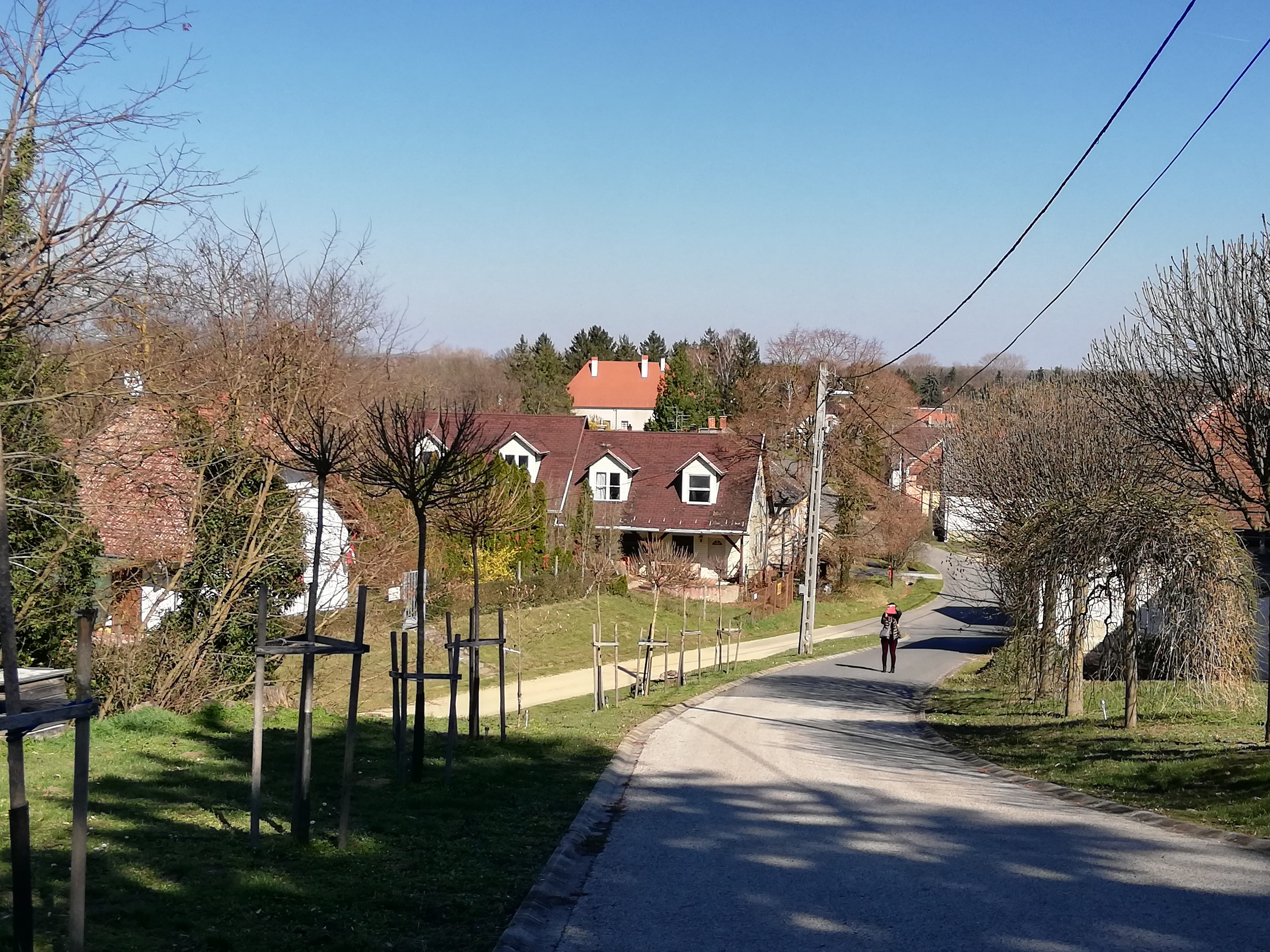
Kilátás a falu felé a Kápolnadombról
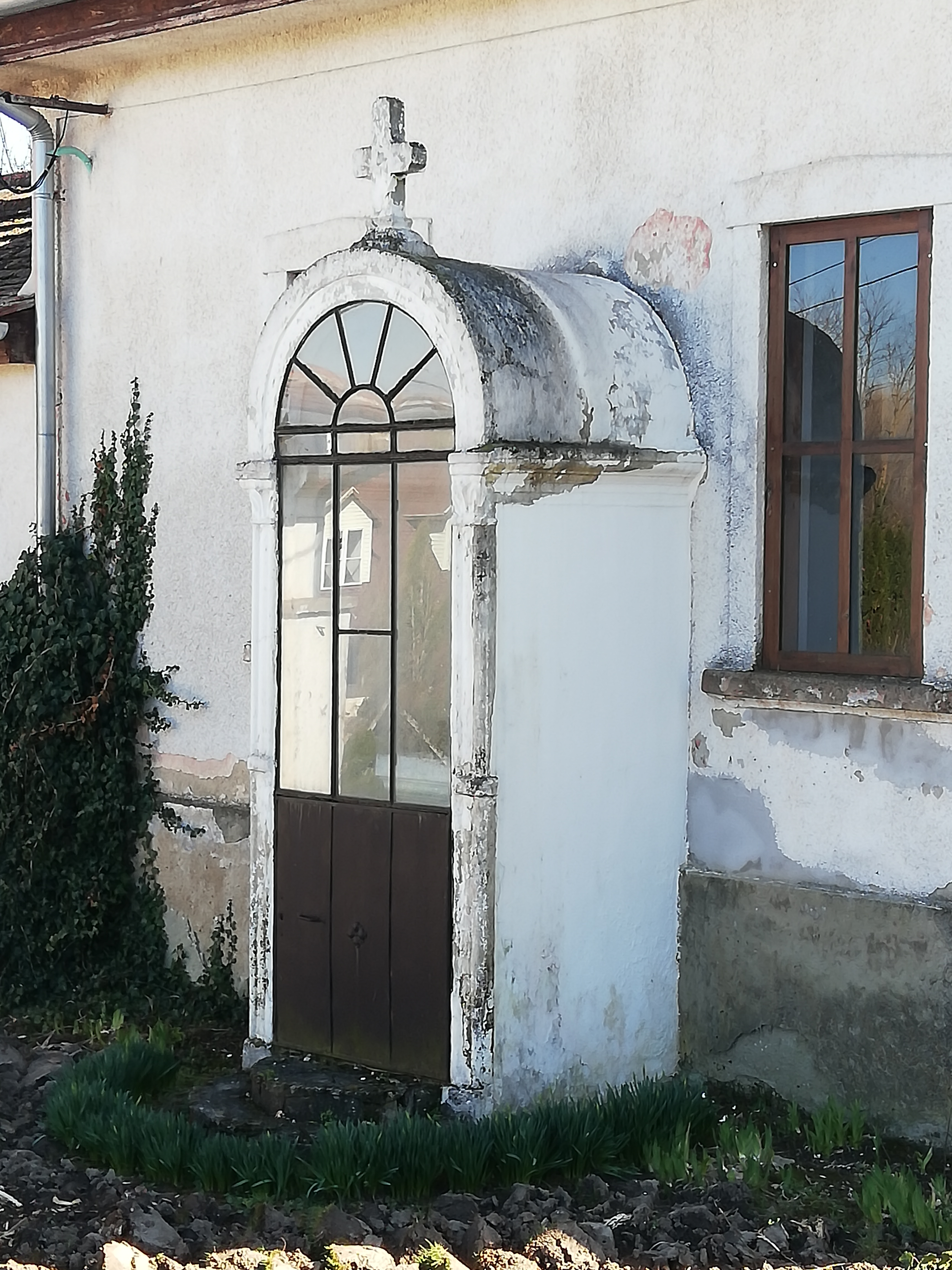
Mária-szobros fülkéskápolna a templom melletti házak egyikének utcai homlokzatán
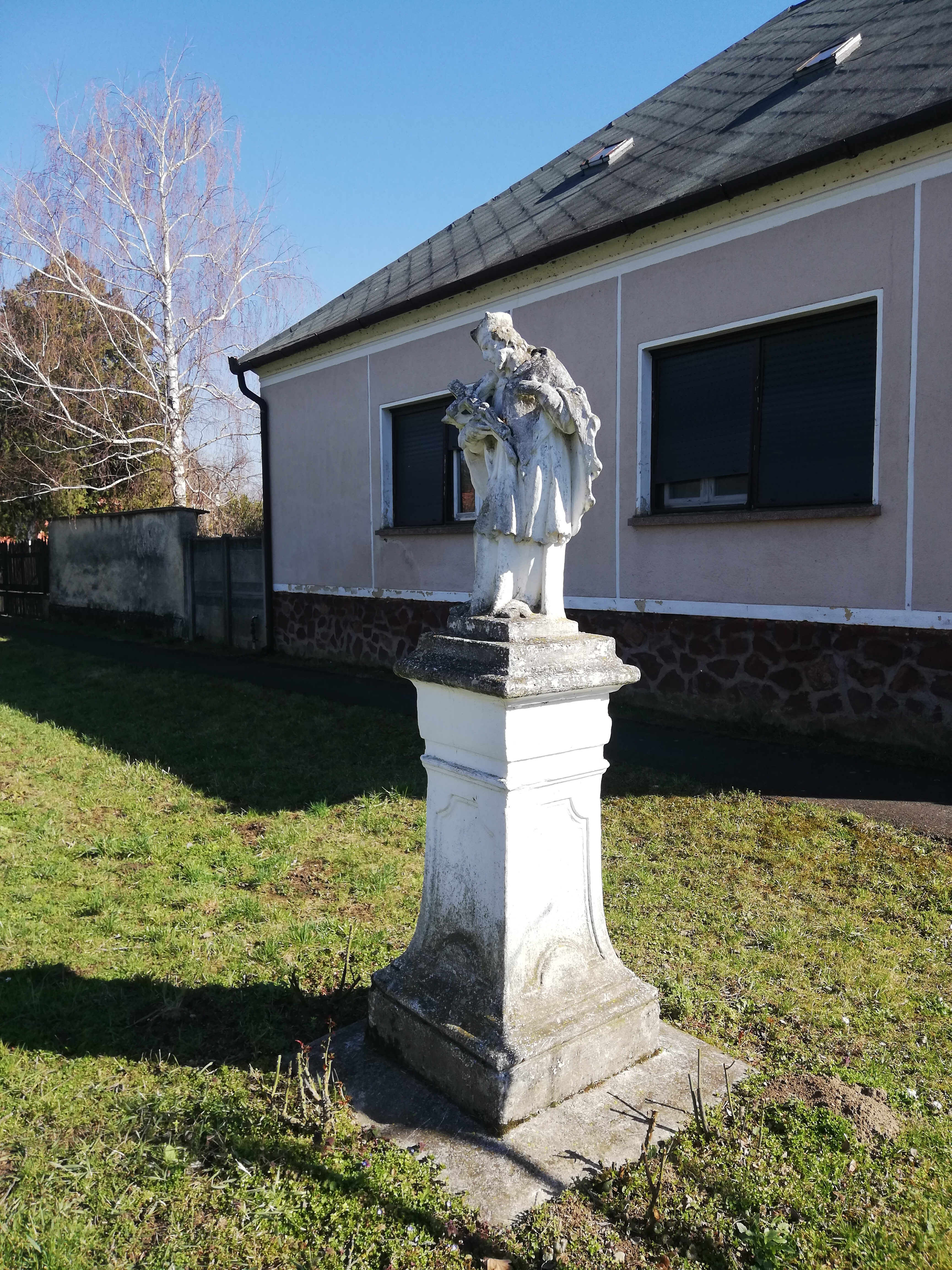
"Kőszent" a főutcán, a keleti falurészben
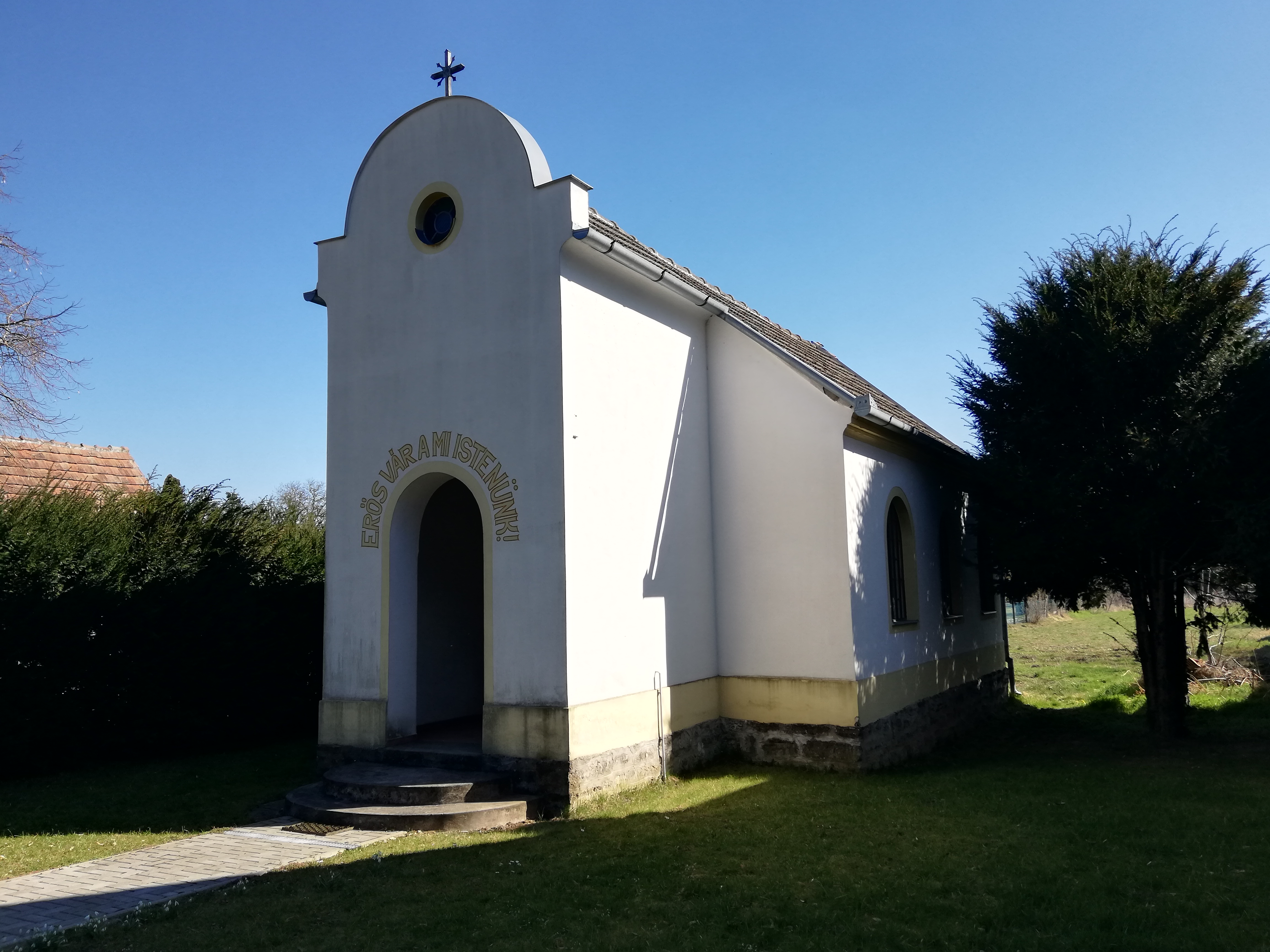
Evangélikus imaház
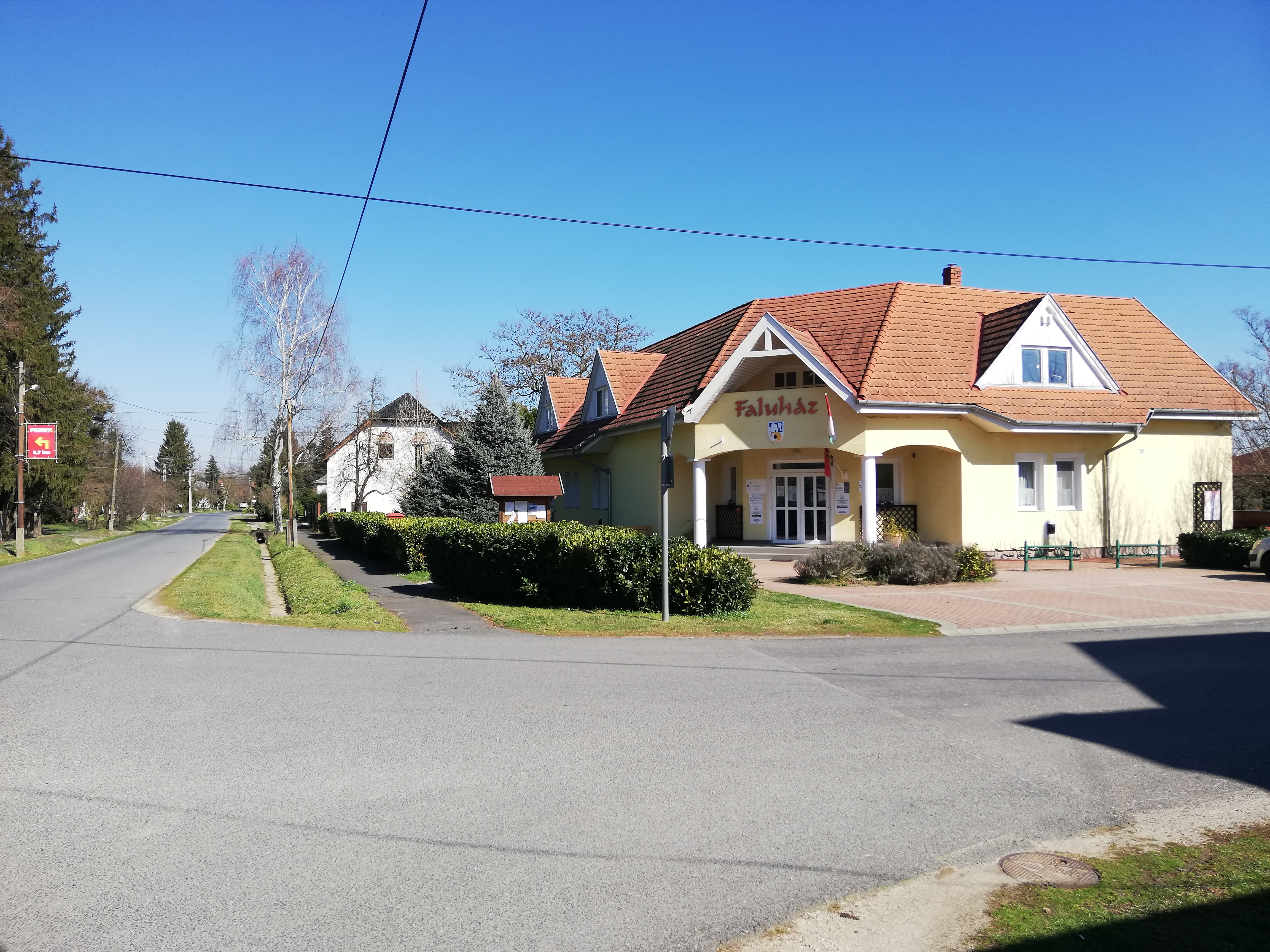
A főutca a Faluházzal
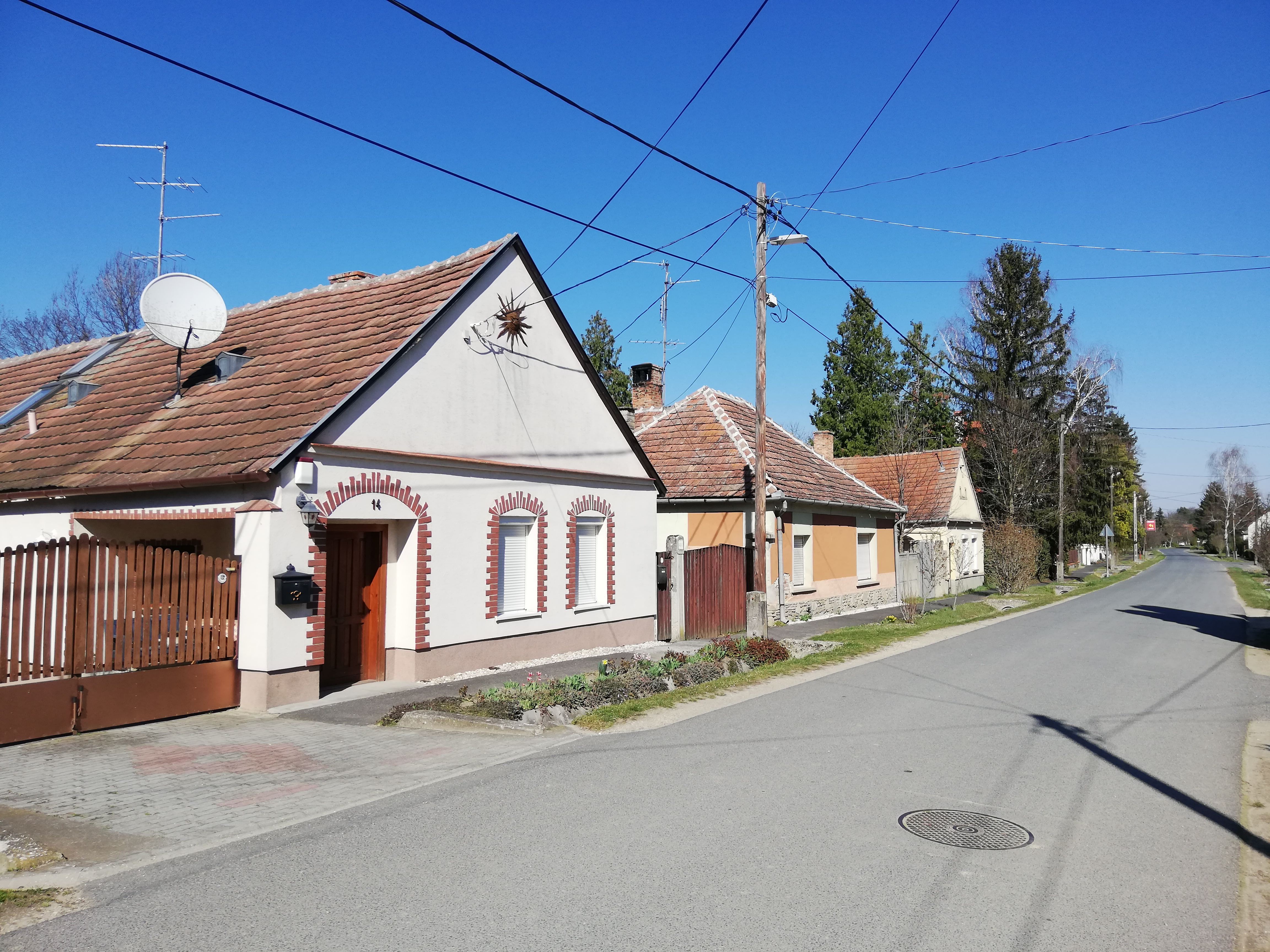
Utcarészlet
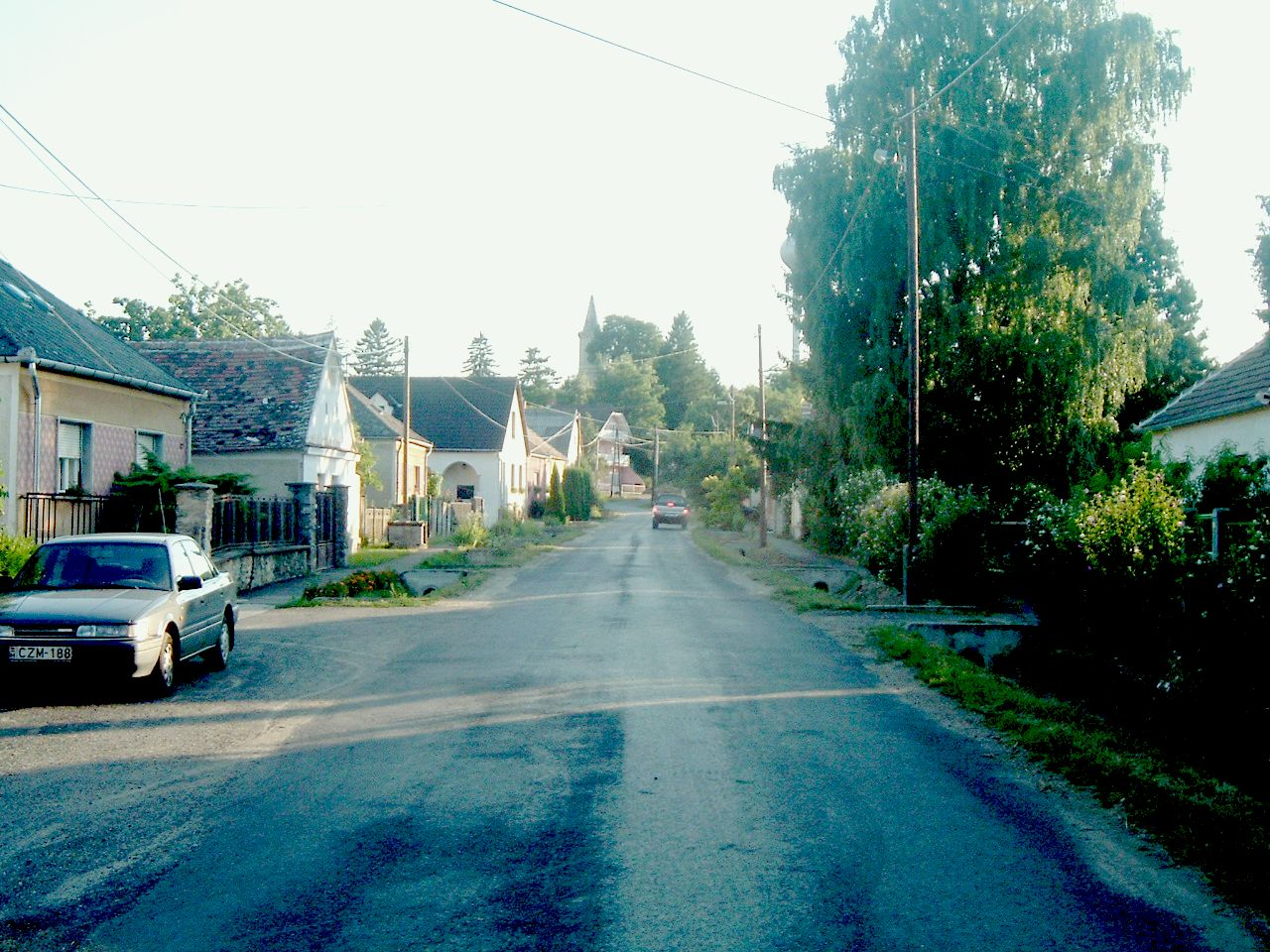
Utcarészlet